# Flodsvalor
Flodsvalor (Pseudochelidon) är släkte i familjen svalor inom ordningen tättingar. Släktet omfattar endast två arter, varav en akut hotad, som förekommer dels i Kongoområdet i Afrika, dels i Sydostasien:
- Afrikansk flodsvala (P. eurystomina)
- Vitögd flodsvala (P. sirintarae)